# Narraburra (Meteorit)
Koordinaten: 34° 15′ 0″ S, 147° 42′ 0″ O
Narraburra ist ein Eisenmeteorit (Klassifikation IIIAB oder IIIB) mit einer Masse von 32,2 kg, der 1855 in der Gegend des Ortes Narraburra und des gleichnamigen Berges im Verwaltungsgebiet Temora Shire, New South Wales (Australien) gefunden wurde. Die nächstgelegene Stadt ist West Wyalong. Der Meteorit zeigt eine bemerkenswerte Ähnlichkeit zu dem Bear-Creek-Meteoriten und möglicherweise auch zum Smith's-Mountain-Meteoriten, obwohl diese beiden in den USA niedergingen.
Derzeit (8. Mai 2025) gibt es auf MinDat (Hudson Institute of Mineralogy) keinen Eintrag für den Meteoriten.

## Beschreibung
Die metallographische Untersuchung von kleinen Proben von diesem und dem Bear Creek Eisenmeteoriten (USA, Masse 230 kg) ergab eine so bemerkenswerte Ähnlichkeit der mikrostrukturellen Details, dass beide offenbar einst zu einem einzigen Körper gehört haben müssen und zudem einen ähnlichen Werdegang durchlaufen haben – trotz der großen Entfernung ihrer Absturzstellen auf verschiedenen Kontinenten. Möglicherweise gehört sogar noch ein dritter Meteorit zu ihnen.
Im Detail sind die Metallanteile wie folgt:
```
Metall           Bear Creek        Notaburra    Einheit

Nickel
 (Ni)       10,14            10,22    
%

Kobalt
 (Co)        0,51             0,59    %

Chrom
 (Cr)         1,2             <1,0     
ppm

Kupfer
 (Cu)      154              157       ppm

Gallium
 (Ga)      15                8,2     ppm

Germanium
 (Ge)    25               29       ppm
```

Im Vergleich zu den meisten Oktaedrit-Eisenmeteoriten wiesen die untersuchten Proben der beiden Meteoriten folgende abweichenden Strukturmerkmale auf:
- nadelförmige Struktur im Kamazit, sowohl bei der Widmanstätten-Struktur als auch im Plessit
- Bainit-Struktur in den größeren Taenit-Bereichen
- Fehlen einer ausgeprägten und durchgehenden Taenitgrenze entlang der Grenzfläche grober Plessitfelder
  - dabei sind tendenziell kleine abgerundete Schreibersitkristalle als Satellitenkörper im Kamazit um die Taenitbereiche herum vorhanden (statt an der Kamazit-Taenit-Grenzfläche).

Zudem lassen die veröffentlichten Mikroaufnahmen des Meteoriten Smith's Mountain (wie Bear Creek aus den USA) vermuten, dass es sich um ein drittes Mitglied desselben Ursprungs handeln könnte, aber eine detaillierte Analyse stand 1961 noch aus.